# Szent Gereon-templom
A Szent Gereon-templom Köln óvárosában található és részben még a település késő római korszakából származik. Névadója, Szent Gereon a legenda szerint római katona és a város első keresztény mártírja volt. A Szent Gereon-templom a kölni romanika egyik jeles képviselője. Jelentős részei még egy késő ókori kupolás szentély maradványai a 4. század közepéről. A katolikus templom így az ókori reprezentációs építészet egyik legjelentősebb képviselője az Alpoktól északra. Mindennek következtében a még ennél is valamivel korábbi trieri dómmal és trieri Konstantin-bazilikával a legrégebbi még működő templom a mai Németország területén.